# Pleioblastus simonii
La Pleioblastus simoni és una espècie de bambú, del gènere Pleioblastus de la família de les poàcies, ordre de les poals, subclasse Commelinidae, classe Liliopsida, divisió dels magnoliofitins. Antigament s'havien classificat en el gènere Arundinaria, pel que encara hi ha qui els anomena Arundinaria simonii.
Aquesta planta és nativa del Japó i la Xina, per bé que se la cultiva en altres llocs. En japonès se l'anomena Medake, o Bambú de les dones, i és la tercera espècie més cultivada del país.
Les canyes s'empren en cistelleria, i els brots tendres són comestibles, encara que força amargs. A la Xina s'empra per a fer mànecs de ventalls, bastons i pantalles.

## Descripció
És un bambú perenne que té una alçada mitjana de 3 metres, encara que pot assolir els 6. El seu tronc té un diàmetre mitjà d'uns quatre centímetres. Les flors són hermafrodites; floreix freqüentment i produeix llavors viables.
Pot arribar a suportar entre els 20 i 25 graus sota zero.